# Sjötofta
Sjötofta is een plaats in de gemeente Tranemo in het landschap Västergötland en de provincie Västra Götalands län in Zweden. De plaats heeft 208 inwoners (2005) en een oppervlakte van 65 hectare.